# Villy Søvndal

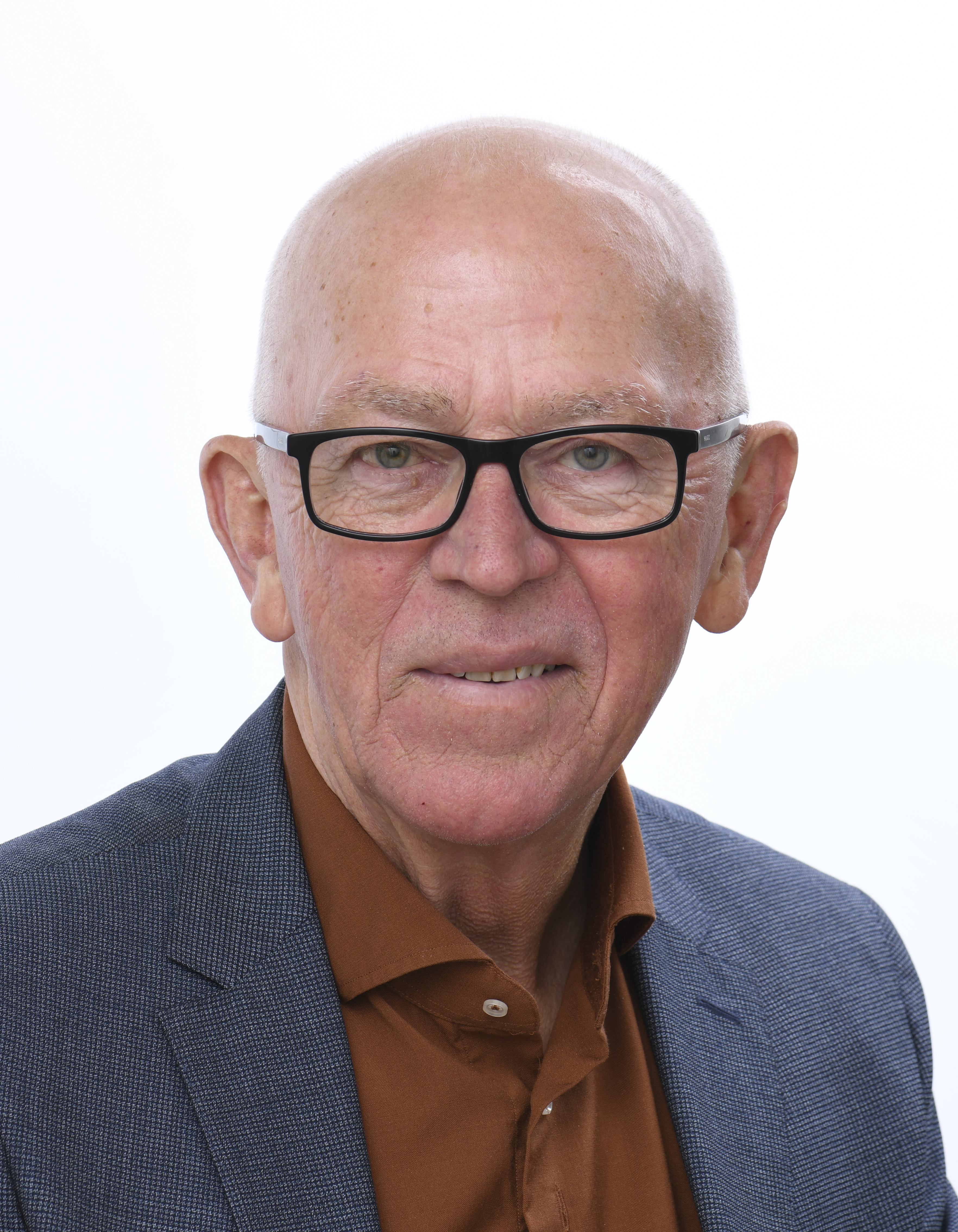
Villy Søvndal (2024)

Villy Søvndal (* 4. April 1952 in Linde bei Struer) ist ein dänischer Politiker der Sozialistischen Volkspartei, die er von 1994 bis 2014 im Folketing vertrat. Von 2005 bis 2012 war er Parteivorsitzender. Vom 3. Oktober 2011 bis zum 12. Dezember 2013 war er Außenminister seines Landes. Seit der Europawahl 2024 ist er Mitglied des Europäischen Parlaments als Teil der Fraktion Die Grünen/EFA.

## Leben

### Ausbildung
Geboren wurde Villy Søvndal als Sohn des Kleinlandwirts Peter Søvndal und dessen Frau Agnes. 1969 erwarb er einen Realschulabschluss, zwei Jahre später auch das HF-Examen, das in etwa der Fachhochschulreife entspricht. Zwei weitere Jahre verbrachte er an der Vestbirk Musikhøjskole, bevor er von 1976 bis 1980 ein Lehramtsstudium in Kolding absolvierte. Er arbeitete dort bis 1992 als Lehrer. 

### Politische Karriere
Seit 1982 war er zudem Gemeinderatsmitglied und kandidierte 1984 erstmals für seine Partei für das Parlament Folketing. 1986 und 1991/92 zog er für jeweils wenige Wochen als Nachrücker ins Folketing ein, konnte jedoch das Mandat bei den folgenden Wahlen nicht verteidigen. Seit dem 1. August 1994 ist er ordentlich gewählter Abgeordneter.
2005 wurde er zum Vorsitzenden seiner Partei gewählt. Der vorher relativ unauffällige Politiker, dessen Name zudem als „Schlaftal“ gedeutet werden kann, erwarb sich Anerkennung über die Parteigrenzen hinweg. Er gilt als ein guter Rhetoriker. In seiner Amtszeit wurde die politische Linie reformiert, und die Partei wandte sich weitgehend von ihrer bisherigen EU-kritischen Linie ab.
Bei der vorgezogenen Folketingswahl 2007 konnte seine Partei ihre Mandatszahl mehr als verdoppeln und wurde mit 13 % viertstärkste Kraft im Parlament. In der Region Syddanmark, traditionell eine Venstre-Hochburg, erreichte Søvndal dabei die meisten persönlichen Stimmen aller Kandidaten. Bei der Folketingswahl 2011 musste seine Partei Verluste hinnehmen und kam auf 9 % bzw. 16 Mandate. Dennoch reichte es für eine Mitte-links-Koalition, in der Søvndal seine Partei zum ersten Mal in Regierungsverantwortung gebracht und selbst den Posten des Außenministers übernommen hat.
Im September 2012 kündigte Søvndal seinen Rückzug vom Parteivorsitz an. Eine Kabinettsumbildung im Dezember 2013 nahm er zum Anlass, Ministeramt und Abgeordnetenmandat aufzugeben. Zuvor hatten er und kurz darauf seine Frau mit gesundheitlichen Problemen zu kämpfen, weshalb Søvndal bereits seit Ende Oktober beurlaubt gewesen war.

### Europawahl 2024
Für die Europawahl 2024 nominierte die SF Søvndal als Listenplatzdritten nach Kira Marie Peter-Hansen und Rasmus Nordqvist. Die Partei erhielt mit 17,4 Prozent die meisten Stimmen und damit drei Mandate, sodass Søvndal ins Europäische Parlament einzog. Er trat dort gemeinsam mit den beiden SF-Kollegen der Fraktion Die Grünen/Europäische Freie Allianz bei. 

### Privat
Søvndal ist seit 2011 mit Heidi Perto verheiratet und Vater von drei Kindern.